# Concert Spirituel

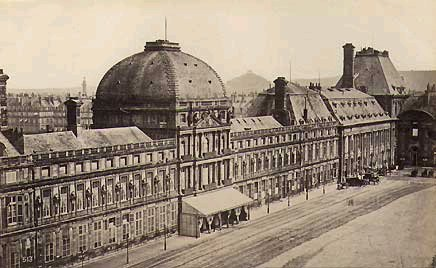
Il Palazzo delle Tuileries sede dei Concerts spirituels nella sala al secondo piano del padiglione centrale.

I Concerts Spirituels (singolare Concert Spirituel) furono fra i primi concerti pubblici ad essere organizzati a Parigi. Ebbero inizio a Parigi nel 1725 e terminarono nel 1790, e poi concerti o serie di concerti con lo stesso nome si realizzarono a Parigi, Vienna, Londra e altrove. La serie venne fondata per fornire intrattenimento in occasione della Quaresima e durante le festività religiose, quando gli altri luoghi di spettacolo musicale quali l'Opera di Parigi, la Comédie-Française  e Comédie-Italienne erano chiusi. I programmi erano caratterizzati da una miscela di opere corali di musica sacra e virtuosistici brani strumentali, e per molti anni ebbero luogo nella magnificamente decorata  Salle des Cent Suisses (Sala delle cento Guardie Svizzere) nel Palazzo delle Tuileries. Iniziavano alle sei di sera ed erano frequentati principalmente da benestanti borghesi, dalla bassa aristocrazia e da stranieri. Nel 1784 i concerti vennero spostati nella Salle des Machines (un enorme ex teatro d'opera esistente alle Tuileries), e nel 1790, quando la famiglia reale venne imprigionata nella Tuileries, ebbero luogo in un teatro di Parigi.

## Serie originaria (1725-1790)
La serie venne gestita da una successione di registi-imprenditori, che pagavano un canone per ottenere un privilegio reale che concedeva loro una deroga al monopolio della rappresentazione pubblica della musica in possesso dell'Opera di Parigi (Académie Royale de Musique). Il suo primo impresario e direttore fu Anne Danican Philidor, fratello del compositore e maestro di scacchi François-André Danican Philidor. Philidor andò in bancarotta entro due anni. I suoi successori Pierre Simart e Jean-Joseph Mouret (1728-1733) ampliarono l'operazione con una serie di "Concerti francesi", che ebbero la stessa infelice sorte.

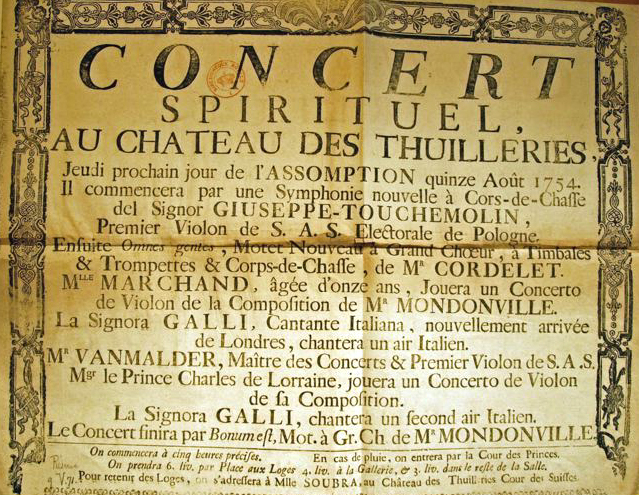
Locandina del Concert Spirituel del 15 agosto 1754

Poiché nessuno era disposto a prendere il loro posto, la serie venne amministrata da l'Académie Royale de Musique per i successivi quattordici anni (1734-1748). Durante questo periodo, le opere di compositori francesi (in particolare Michel-Richard Delalande, Mouret, e Jean-Joseph de Mondonville) vennero favorite, anche se le opere italiane non furono mai del tutto assenti. La serie divenne finalmente redditizia (perché l'Accademia doveva pagare il canone), ma in generale, questo fu un periodo di stagnazione. Due nuovi imprenditori, Joseph-Nicolas-Pancrace Royer e Gabriel Capperan (1748-1762), acquisirono il privilegio, ristrutturarono la sala da concerto, aumentarono l'organico dell'orchestra e coro, e con questa operazione fissarono le loro fortune. Essi continuarono ad eseguire nuove opere francesi ma anche repertorio già esistente, presentando i cantanti italiani più famosi. A partire dal 1755, vennero introdotti oratori con testi in lingua francese che divennero abbastanza popolari.

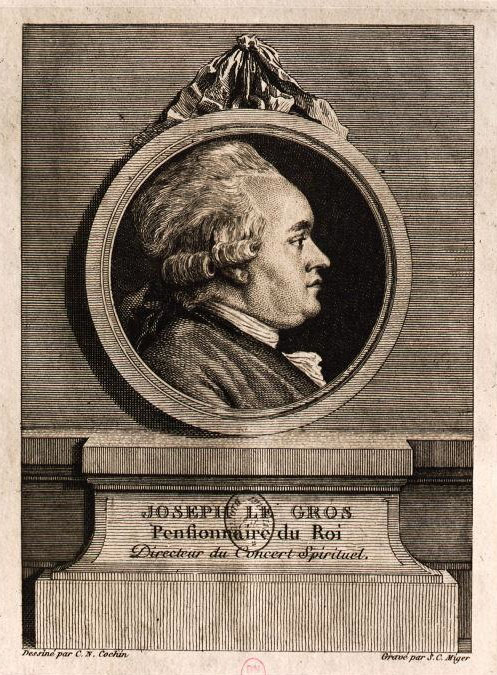
Joseph Le Gros
«Directeur du Concert Spirituel»
Disegno di Charles-Nicolas Cochin

La serie divennero presto redditizie; nel 1762 un funzionario ben connesso con l'ambiente reale, Antoine Dauvergne, costrinse la vedova di Royer ad uscire dall'organizzazione (suo marito era morto nel 1755) e gestì, con vari collaboratori, i concerti fino al 1773. L'interesse del pubblico venne ampliato con la creazione di una competizione per mottetti e ampliando la programmazione opponendo ai violinisti virtuosi anche l'inserimento degli strumenti a fiato. Anche se i concerti rimasero in attivo, vi fu una cattiva gestione finanziaria e, di conseguenza, l'Académie Dauvergne venne sostituita con Pierre Gaviniès, Simon Leduc e François-Joseph Gossec (1773-1777).
Dal 1777 i Concerts Spirituels vennero diretti da Joseph Legros, il suo ultimo e più brillante direttore. Legros, un cantante star all'Opera, li diresse fino alla loro conclusione nel 1790, a seguito della Rivoluzione francese. Attirò gli artisti più famosi di tutta Europa, rinnovò il repertorio, eliminando la gara dei mottetti, sostituendola con opere di Johann Christian Bach, Wolfgang Amadeus Mozart (la Sinfonia Parigi nel 1778), Joseph Haydn (le cui sinfonie erano in programma quasi tutte), e altri.

## XIX secolo
Nel corso dell'era Napoleonica dei concerti vennero occasionalmente tenuti a Parigi con il titolo Concert Spirituel, in particolare dopo il 1805 come revival del sentimento religioso in Francia. Durante la Restaurazione (1814-1830), il Théâtre-Italien e l'Académie Royale de Musique diedero 6-9 Concerts Spirituels l'anno, ma solo durante la settimana santa. Divennero una caratteristica regolare alla Orchestre de la Société des Concerts du Conservatoire, che venne fondata nel 1828, e rimasero così per la maggior parte del XIX secolo. Erano spesso occasione per l'esibizione di solisti - ad esempio, Charles Henri Valentin Alkan diresse uno dei tre Concerts Spirituels nel 1828.

## XX secolo
Nel 1988 Hervé Niquet, uno specialista di musica barocca, fondò un ensemble di musica antica chiamato Le Concert Spirituel al fine di eseguire il repertorio della musica francese composta nel XVIII secolo su strumenti d'epoca.